# F.R. Kreutzwald-museum
Het F.R. Kreutzwaldmuseum is een museumwoning gevestigd in de Estse stad Võru. Het museum bevindt zich in het huis waar F.R. Kreutzwald, schrijver van het Estische epos Kalevipoeg, van 1833 tot 1877 woonde. Het is tevens een van de oudste gebouwen in Võru. Het museum wordt beheerd door de museumafdeling van het Võru instituut.
Vana-Võromaa Museum · F.R. Kreutzwald-museum · Landbouwmuseum van Mõniste · Openluchtmuseum Karilatsi